# 23 juin
Pour les articles homonymes, voir Vingt-Trois-Juin.
23 mai 23 juillet
Chronologies thématiques
- Croisades
- Ferroviaires
- Sports
- Disney
- Anarchisme
- Catholicisme

Abréviations / Voir aussi
- (° 1852) = né en 1852
- († 1885) = mort en 1885
- a.s. = calendrier julien
- n.s. = calendrier grégorien
- Calendrier
- Calendrier perpétuel
- Liste de calendriers
- Naissances du jour

Le 23 juin est le 174e jour, moins souvent le 175e, de l'année du calendrier grégorien ; il en reste ensuite 191.
Son équivalent était généralement le 5 messidor du calendrier républicain ou révolutionnaire français, officiellement dénommé jour du mulet (l'équidé).

## Événements

### IIIesiècle
- 229 : Sun Quan se proclame empereur (dynastie royale puis impériale des Wu occidentaux).

### XIIesiècle
- 1101 : prise d'Ankara par les troupes lombardes lors des croisades de secours.
- 1180 : première bataille d'Uji au Japon.

### XIVesiècle
- 1305 : traité d'Athis-sur-Orge.
- 1314 : bataille de Bannockburn.

### XVIesiècle
- 1565 : chute du fort Saint-Elme, lors du siège de Malte.

### XVIIIesiècle
- 1757 : bataille de Plassey.

### XIXesiècle
- 1894 : création du Comité international olympique.

### XXesiècle
- 1915 : début de la première bataille de l'Isonzo.
- 1961 : entrée en vigueur du traité sur l'Antarctique.
- 1974 : création du canton du Jura, 26e canton de la Confédération suisse.
- 1988 : le climatologue en chef de la NASA James E. Hansen révèle le réchauffement climatique par effet de serre devant les sénateurs américains[1].
- 1991 : couronnement de Harald V comme roi de Norvège.
- 1997 : création du royaume de L'Anse Saint-Jean dissous trois années plus tard.

### XXIesiècle
- 2016 :
  - référendum sur la sortie du Royaume-Uni de l'Union européenne (« brexit »).
  - Un accord entre le gouvernement et les FARC met fin au conflit armé colombien.
- 2020 : une élection se déroule au Malawi afin d'en élire le président de la République[2], intervenant à la suite de celle de 2019 vivement contestée par l'opposition puis annulée début février 2020 par la Cour constitutionnelle[3]. Ce scrutin initialement fixé au 19 mai s'est trouvé reporté d'un mois du fait de l'absence volontaire de préparation de la part du gouvernement sortant. L'opposant Lazarus Chakwera remporte le scrutin[4].
- 2023 : en Russie, le groupe Wagner entre en rébellion contre le gouvernement russe et prend le contrôle de Rostov-sur-le-Don[5].
- 2024 : des attentats au Daghestan, une république russe fédérée, visent des synagogues et des églises orthodoxes. Les autorités dénoncent des actes « terroristes » avec dix-neuf personnes tuées, dont quinze policiers, un prêtre orthodoxe et quatre civils[6].
- 2025 :
  - l'Iran attaque des bases américaines au Qatar et en Irak en riposte aux frappes américaines sur ses installations nucléaires[7].
  - en Roumanie, Ilie Bolojan devient Premier ministre à la tête d'une coalition pro-européenne, sept semaines après la démission de Marcel Ciolacu[8].

## Arts, culture et religion
- 964 : déposition du pape Benoît V par l'empereur Othon Ier.
- 1842 : inauguration du Pont des sirènettes (Ponte Delle Sirenette) au Parco Sempione, à Milan.
- 1993 : inauguration d'un musée olympique à Lausanne.
- 1996 : le pape Jean-Paul II béatifie les prêtres Karl Leisner et Bernhard Lichtenberg.
- 2006 : ouverture au public du musée du quai Branly auquel on a associé depuis le nom de son principal initiateur le président français de la République Jacques Chirac.

## Sciences et techniques
- 1802 : le géographe scientifique allemand Alexander von Humboldt et le botaniste français Aimé Bonpland deviennent les hommes les plus hauts du monde avec leur ascension scientifique du volcan le Chimborazo.
- 1905 : premier vol du Wright Flyer III.
- 1925 : première ascension du point culminant du Canada le mont Logan.

## Économie et société
- 1948 : les Soviétiques décident une réforme monétaire pour leur zone allemande d'occupation et le "Grand Berlin", alors que le mark occidental devient la monnaie de paiement dans les trois autres secteurs alliés[9].
- 1968 : un mouvement de panique provoque la mort de 71 spectateurs dans le stade Monumental de Buenos Aires.
- 1985 : une bombe détruit le vol 182 Air India tuant les 329 personnes qui se trouvaient à son bord.
- 1987 : collision entre le Fuyoh-Maru et le Vitoria : le pétrolier japonais Fuyoh Mary et le pétrolier grec Vitoria entrent en collision sur la Seine entre Le Havre et Rouen, provoquant la mort de six membres d’équipage.
- 1993 : l'Américaine Loreena Bobbitt mutile son mari violent en lui tranchant le membre viril alors qu'ils sont alités, s'enfuit et jette "l'engin" qui sera retrouvé dans la nature puis recousu ; la femme sera internée puis acquittée[10].
- 2001 : un séisme de magnitude 8,4 endommage trois villes du sud du Pérou en y tuant 138 personnes[11].
- 2016 :
  - une inondation touchant l’État de Virginie-Occidentale aux États-Unis d'Amérique y provoque la mort de 26 personnes.
  - Une tornade dans la province chinoise de Jiangsu tue au moins 98 personnes et en blesse au moins 800 autres[12].

## Naissances

### XIIesiècle
- 1160 : Jean de Matha, religieux français provençal fondateur de l'ordre des Trinitaires et canonisé († 17 décembre 1213 à Rome).

### XVesiècle
- 1435 : François II de Bretagne et comte titulaire d'Étampes († 9 septembre 1488).

### XVIesiècle
- 1534 : Nobunaga Oda (織田信長), daimyo japonais († 21 juin 1582).

### XVIIesiècle
- 1668 :
  - Louis François Marie Le Tellier, marquis de Barbezieux († 5 janvier 1701).
  - Giambattista Vico, philosophe italien († 23 janvier 1744).

### XVIIIesiècle
- 1703 : Marie Leszczyńska, princesse de Pologne et reine de France, épouse de Louis XV († 24 juin 1768).
- 1763 :
  - Joséphine de Beauharnais (Marie Josèphe Rose Tascher de La Pagerie dite), impératrice des Français de 1804 à 1809, et première épouse de l'empereur Napoléon Ier († 29 mai 1814).
  - Louis Dubois-Descours, marquis de la Maisonfort, général et écrivain français († 2 octobre 1827).

### XIXesiècle
- 1824 : Carl Reinecke, pianiste, chef d'orchestre et compositeur allemand († 10 mars 1910).
- 1837 : Ernest Guiraud, compositeur et professeur de musique français († 6 mai 1892).
- 1843 : Paul Heinrich von Groth, minéralogiste allemand († 2 décembre 1927).
- 1846 : Gaston Maspéro, égyptologue français († 30 juin 1916).
- 1859 : Alfred William Alcock, naturaliste britannique († 24 mars 1933).
- 1878 : Albert Lozeau, poète québécois († 24 mars 1924).
- 1884 : Cyclone Taylor, joueur de hockey sur glace canadien († 9 juin 1979).
- 1892 : Mieczysław Horszowski, pianiste polonais naturalisé américain († 22 mai 1993).
- 1894 : Édouard VIII du Royaume-Uni, roi du Royaume-Uni de Grande-Bretagne et d'Irlande du Nord et des autres dominions du Commonwealth et empereur des Indes en 1936 († 28 mai 1972).

### XXesiècle
- 1903 : 
  - Paul Joseph James Martin, homme politique canadien, ministre de la Santé et du Bien-être de 1946 à 1957 et sénateur de 1968 à 1974 († 14 septembre 1992).
  - Louis Seigner, acteur français († 20 janvier 1991).
- 1904 : Teo Soon Kim, première avocate singapourienne († 23 avril 1978).
- 1905 :
  - Paul Desmarteaux, humoriste et acteur québécois († 19 janvier 1974).
  - John W. Pickersgill (en), homme politique canadien († 14 novembre 1997).
- 1909 : Georges Rouquier, acteur et réalisateur français († 19 décembre 1989).
- 1910 :
  - Jean Anouilh, écrivain français († 3 octobre 1987).
  - Milton Hinton, contrebassiste de jazz américain († 19 décembre 2000).
- 1912 : Alan Turing, mathématicien britannique († 7 juin 1954).
- 1913 : William P. Rogers, homme politique américain († 2 janvier 2001).
- 1915 : Dennis Price, acteur britannique († 7 octobre 1973).
- 1918 : Madeleine Parent, syndicaliste et féministe québécoise († 12 mars 2012).
- 1919 : Mohamed Boudiaf (محمد بوضياف), homme politique algérien, l'un des neuf chefs historiques du CRUA, chef d'État en 1992 († 29 juin 1992).
- 1920 : Karel Voous, ornithologue néerlandais († 31 janvier 2002).
- 1921 : 
  - Zappy Max (Max Doucet dit), animateur radiophonique français († 16 juin 2019).
  - Armand Russell, homme politique québécois († 1er octobre 2012).
- 1922 : Hal Laycoe, défenseur et entraîneur-chef de hockey sur glace canadien († 29 avril 1998).
- 1925 : Oliver Smithies, généticien américain d'origine britannique († 10 janvier 2017).
- 1926 : Arnaldo Pomodoro, sculpteur moderne italien.
- 1927 : Bob Fosse, chorégraphe et metteur en scène de comédies musicales américain († 23 septembre 1987).
- 1928 : Klaus von Dohnanyi, homme politique allemand.
- 1929 :
  - June Carter Cash, chanteuse de musique country américaine et épouse de Johnny Cash († 15 mai 2003).
  - Mario Ghella, coureur cycliste sur piste italien, champion olympique († 10 février 2020).
  - Claude Goretta, cinéaste, producteur et scénariste suisse († 20 février 2019).
  - Ted Lapidus (Edmond Lapidus dit), créateur et styliste français († 29 décembre 2008).
  - Henri Pousseur, compositeur belge († 6 mars 2009).
  - Georges Tranchant, homme d'affaires et politique français ardennais († 5 juin 2020).
- 1930 : Donn Eisele, astronaute américain († 2 décembre 1987).
- 1932 : Harry Goz (en), acteur américain († 6 septembre 2003).
- 1934 : Bill Torrey (en), gestionnaire de hockey sur glace canadien († 2 mai 2018).
- 1936 : Konstantínos Simítis, homme politique grec, Premier ministre de 1996 à 2004.
- 1937 : 
  - Nicholas John Shackleton, géologue et climatologue britannique († 24 janvier 2006).
  - Niki Sullivan (en), guitariste américain du groupe The Crickets († 6 avril 2004).
- 1938 : Alan Vega (Boruch Alan Bermowitz dit), musicien américain du duo synth-punk Suicide († 16 juillet 2016).
- 1940 :
  - Adam Faith, chanteur et acteur britannique († 8 mars 2003).
  - Marcel Massé, homme politique québécois.
  - Stuart Sutcliffe, premier bassiste des Beatles († 10 avril 1962).
  - Wilma Rudolph, athlète américaine, triple championne olympique en sprint († 12 novembre 1994).
- 1942 : Martin Rees, astronome britannique.
- 1943 : James Levine, chef d’orchestre et pianiste américain († 9 mars 2021).
- 1944 : Rosetta Hightower (en), chanteuse américaine du groupe The Orlons (en) († 2 août 2014).
- 1946 : Ted Shackelford, acteur américain.
- 1947 : Bryan Brown, acteur et producteur australien.
- 1948 : Myles Goodwyn (en), chanteur, guitariste, compositeur et réalisateur artistique canadien du groupe April Wine.
- 1949 : Alain Morisod, pianiste suisse.
- 1950 : Nicole Rouillé, linguiste française.
- 1951 : Michèle Mouton, pilote de rallye automobile française.
- 1952 :
  - Anthony Jackson, bassiste américain de jazz.
  - Virlana Tkacz, metteuse en scène et écrivaine américaine.
- 1953 : Filbert Bayi, athlète tanzanien spécialiste du demi-fond.
- 1954 : Yue Wai Chun, astronome amateur hongkongais.
- 1955 :
  - Pierre Corbeil, homme politique québécois, ministre de l'Agriculture, des Pêcheries et de l'Alimentation.
  - Jean Tigana, footballeur français, reconverti en tant qu'entraîneur.
- 1957 : Frances McDormand, actrice américaine.
- 1958 : Richard Descoings, conseiller d'État français († 3 avril 2012).
- 1962 :
  - Fatou N'Diaye, basketteuse franco-sénégalaise.
  - Steve Shelley, musicien américain, batteur de Sonic Youth.
- 1963 :
  - Iris Andraschek-Holzer, artiste contemporaine autrichienne.
  - Nicki Doff, chanteur allemand.
  - Colin Montgomerie, golfeur écossais.
- 1964 :
  - Jérôme Brézillon, photographe français († 2 mars 2012).
  - Nicolas Marceau, économiste et homme politique québécois, ministre des Finances et de l'Économie de 2012 à 2014.
  - Joss Whedon, scénariste et réalisateur américain.
  - Lou Yun, gymnaste chinois, double champion olympique.
- 1965 : Paul Arthurs, guitariste britannique, membre fondateur du groupe Oasis.
- 1968 : Tiken Jah Fakoly, chanteur de reggae ivoirien.
- 1969 : 
  - Noa (Achinoam Nini dite), chanteuse israélo-américaine.
  - Fernanda Ribeiro, athlète portugaise, championne olympique du 10 000 m.
- 1970 :
  - Martin Deschamps, auteur-compositeur et interprète québécois.
  - Yann Tiersen, auteur-compositeur-interprète français.
  - Liu Yudong (刘玉栋), basketteur chinois.
- 1971 : Félix Potvin, joueur de hockey sur glace québécois.
- 1972 :
  - Selma Blair, actrice américaine.
  - Zinédine Zidane, joueur de football français.
  - Maria Grozdeva, tireuse sportive bulgare, double championne olympique.
- 1974 : Bernard Lachance, auteur-compositeur et interprète québécois.
- 1975 :
  - Albert Costa, joueur de tennis espagnol (catalan).
  - KT Tunstall (Kate Victoria Tunstall dite), auteure, compositrice, guitariste voire femme-orchestre écossaise.
  - Ridan (Nadir Kouidri dit), chanteur français.
  - Sibusiso Zuma, footballeur international sud-africain, attaquant.
  - Tetyana Lysenko, gymnaste ukrainienne, championne olympique.
- 1976 :
  - Paola Suárez, joueuse de tennis argentine.
  - Patrick Vieira, footballeur français.
- 1977 : Jason Mraz, chanteur compositeur américain.
- 1978 : Humberto Busto, acteur mexicain.
- 1979 : Solly Tyibilika, joueur de rugby sud-africain († 13 novembre 2011).
- 1980 :
  - David Andersen, basketteur australien.
  - Angelina Crow, actrice porno hongroise.
  - Gillian Ferrari, joueuse de hockey sur glace canadienne.
  - Francesca Schiavone, joueuse de tennis italienne.
  - Stephan Wojcikiewicz (en), joueur de badminton canadien.
  - Céline Guivarch, climatologue française.
  - Manus Boonjumnong, boxeur thaïlandais, champion olympique.
- 1982 :
  - Bart Aernouts, coureur de cyclo-cross belge.
  - Derek Boogaard, hockeyeur sur glace canadien († 13 mai 2011).
  - Yohann Eudeline, footballeur français.
- 1983 : Vincent Gragnic, footballeur français.
- 1984 :
  - Duffy (Aimée Ann Duffy dite), chanteuse galloise.
  - Sébastien Grax, footballeur français.
- 1985 : Michael Green, basketteur américain.
- 1986 : Mariano, footballeur brésilien.
- 1987 :
  - Guillaume Bonnafond, cycliste sur route français.
  - Tom Clarke, chanteur britannique du groupe The Enemy.
  - Nando de Colo, basketteur français.
  - Iván Marcano, footballeur espagnol.
  - Shandy Aulia, actrice indonésienne.
- 1989 :
  - Lauren Bennett, chanteuse britannique du groupe LMFAO.
  - Jordan Nolan, joueur de hockey sur glace professionnel canadien.
- 1990 : Vasek Pospisil, joueur de tennis canadien.
- 1993 : Elizabeth Williams, basketteur américain.
- 1994 :
  - Connor Jessup, acteur canadien.
  - Jung Ho-yeon, mannequin et actrice sud-coréenne.
- 1995 : Danna Paola, chanteuse, actrice et mannequin mexicaine.
- 1997 : Antoine Olivier Pilon, acteur québécois.
- 1998 : Isabela Onyshko, gymnaste artistique canadienne.

### XXIesiècle
- 2004 : Mana Ashida (芦田愛菜), actrice et chanteuse japonaise.

## Décès

### Iersiècle
- 79 : Vespasien, empereur romain usurpateur puis légitimé de 69 à sa mort, fondateur de la dynastie des Flaviens (° 17 novembre 9).

### XIIIesiècle
- 1262 : Siemovit Ier de Mazovie, duc de Czersk, duc de Mazovie et duc de Sieradz (° vers 1215).
- 1290 : Henri IV le Juste, duc de Wrocław et duc de Cracovie (° vers 1257 ou 1258).

### XIVesiècle
- 1343 : Giacomo Stefaneschi, cardinal italien (° v. 1260).

### XVIesiècle
- 1555 : Pedro de Mascarenhas, navigateur, explorateur et diplomate portugais (° vers 1484).

### XVIIIesiècle
- 1771 : José Candido Esposito, matador espagnol (° 30 novembre 1734).

### XIXesiècle
- 1806 : Mathurin Jacques Brisson, zoologiste et physicien français (° 30 avril 1723).
- 1811 : Jean André Valletaux, général français (° 23 novembre 1757).
- 1836 : James Mill, historien, économiste et philosophe écossais (° 6 avril 1773).
- 1864 : Christian Ludwig Brehm, pasteur protestant et ornithologue allemand (° 24 janvier 1787).
- 1880 : Adolph Eduard Grube, zoologiste polonais (° 18 mai 1812).
- 1886 : Pierre Cottin, peintre et graveur français (° 16 avril 1823).
- 1895 : William Crawford Williamson, naturaliste britannique (° 24 novembre 1816).
- 1896 : Joseph Prestwich, géologue et homme d'affaires britannique (° 12 mars 1812).

### XXesiècle
- 1904 : Pierre Marie Yves Le Bozec, commissaire principal de la Marine à Brest, puis à Caen (° 9 octobre 1851).
- 1905 : William Thomas Blanford, géologue et naturaliste britannique (° 7 octobre 1832).
- 1907 : E. Ruth Anderson, musicienne, rédactrice et observatrice en météorologie († 24 novembre 1989)
- 1908 : Kunikida Doppo (國木田 獨歩), écrivain japonais (º 15 juillet 1871).
- 1911 : Cecrope Barilli, peintre italien (º 2 avril 1839).
- 1944 : Sefanaia Sukanaivalu, soldat fidjien (° 1er janvier 1918).
- 1946 : William S. Hart, acteur américain (° 6 décembre 1864).
- 1949 : Yrjö Johannes Eskelä, homme politique finlandais (° 11 février 1886).
- 1956 : Reinhold Glière (Рейнгольд Морицевич Глиэр), compositeur postromantique russe puis soviétique d'origine allemande (° 11 janvier 1875).
- 1959 : Boris Vian, écrivain, ingénieur, inventeur, poète, parolier, chanteur, critique et trompettiste de jazz français (° 10 mars 1920).
- 1977 : Jérôme Carrein, condamné à mort Français, guillotiné à Douai pour l'enlèvement, la tentative de viol et l'assassinat d'une fillette dans le marais de Palluel (à Arleux)
- 1978 : Kim Winona, actrice américaine (° 10 octobre 1930).
- 1980 : Odile Versois, actrice française (° 15 juin 1930).
- 1989 :
  - Michel Aflaq (ميشيل عفلق), homme politique et idéologue syrien, fondateur du Baas (° vers 1910).
  - Timothy Manning, cardinal américain, archevêque de Los Angeles (° 15 novembre 1909).
- 1991 : Lea Padovani, actrice italienne (° 28 juillet 1920).
- 1995 :
  - Jonas Salk, biologiste américain et inventeur du vaccin contre la poliomyélite (° 28 octobre 1914).
  - Anatoly Tarasov (Анатолий Владимирович Тарасов), entraîneur de hockey sur glace russe (° 10 décembre 1918).
- 1996 : Andreas Papandreou (Ανδρέας Γεωργίου Παπανδρέου), homme politique grec, Premier ministre de 1981 à 1989 puis de 1993 à 1996 et fondateur du PASOK (° 5 février 1919).
- 1997 : Betty Shabazz, éducatrice et défenseuse des droits civiques américaine, veuve de Malcolm X (° 28 mai 1934).
- 1998 : Maureen O'Sullivan, actrice irlandaise, mère de Mia Farrow (° 17 mai 1911).
- 1999 : Pierre Perrault, réalisateur, poète et dramaturge québécois (° 29 juin 1927).

### XXIesiècle
- 2001 : Corinne Calvet, actrice française (° 30 avril 1925).
- 2006 : Aaron Spelling, producteur américain de films et de séries télévisées (° 22 avril 1923).
- 2007 : Léo Bonneville, éditeur de presse et journaliste québécois (° 22 septembre 1919).
- 2008 :
  - Jean-Marie Coldefy, journaliste, scénariste et réalisateur français (° 2 juin 1922).
  - Blanca París de Oddone, historienne uruguayenne (° 7 juillet 1925).
- 2009 : Ed McMahon, acteur et producteur américain (° 6 mars 1923).
- 2010 : Allyn Ferguson, compositeur de B.O. musicales de séries TV (° 18 octobre 1924).
- 2011 : Peter Falk, acteur et cinéaste américain, interprète de l'inspecteur Columbo (° 16 septembre 1927).
- 2012 : Brigitte Engerer, pianiste française (° 27 octobre 1952).
- 2013 : 
  - Bobby Blue Bland, chanteur américain (° 27 janvier 1930).
  - Richard Matheson, écrivain et scénariste américain (° 20 février 1926).
- 2015 : Magali Noël, actrice française (° 27 juin 1931).
- 2016 : 
  - Michael Herr, journaliste et écrivain américain (° 13 avril 1940).
  - Stanley Mandelstam, physicien américain (° 12 décembre 1928).
  - Jean-Jacques Rouch, journaliste français (° 10 décembre 1950).
  - Ralph Stanley, chanteur de bluegrass américain (° 25 février 1927).
- 2017 :
  - Fulbert Géro Amoussouga, universitaire béninois (° 10 avril 1952).
  - Jean Cuisenier, philosophe et ethnologue français (° 9 février 1927).
  - Stefano Rodotà, juriste et homme politique français (° 30 mai 1933).
  - Meir Zlotowitz, rabbin américain (° 13 juillet 1943).
- 2019 : Dave Bartholomew, trompettiste, chanteur, chef d'orchestre, compositeur et arrangeur américain (° 24 décembre 1918).
- 2021 : 
  - Melissa Coates, catcheuse, culturiste, mannequin de fitness et actrice canadienne (° 18 juin 1971).
  - Diana de Feo, journaliste et femme politique italienne (° 9 mars 1937).
  - Léopold-François de Habsbourg-Toscane, aristocrate autrichien, prétendant au trône de Toscane (° 25 octobre 1942).
  - Jackie Lane, actrice anglaise (° 10 juillet 1942).
  - Brian London, boxeur britannique (° 19 juin 1934).
  - John McAfee, informaticien américain (° 18 septembre 1945).
  - Martin Monestier, écrivain et journaliste français (° 25 avril 1942).
  - Clare Peploe, réalisatrice et scénariste britannique (° 20 octobre 1941).
  - Arturo Schwarz, historien de l'art, essayiste, commissaire d'exposition, écrivain et poète italien (° 3 février 1924).
  - Martine Segalen, ethnologue française (° 20 juillet 1940).
  - René Sylvestre, juriste haïtien (° 14 septembre 1962).
  - Walli, dessinateur de bande dessinée belge (° 6 avril 1952).
- 2023 :
  - Frederic Forrest, acteur américain (° 23 décembre 1936).
  - Denise Grünstein, photographe finlandaise (° 27 juin 1950).
  - Sheldon Harnick, librettiste, parolier et compositeur américain (° 30 avril 1924).
  - Kang Man-gil, historien sud-coréen (° 25 octobre 1933).
- 2024 : 
  - Bernard Allen, homme politique irlandais (° 9 septembre 1944).
  - Claude Buchon, cycliste sur route français (° 19 février 1949).
  - Robert Germain, médecin et homme politique haïtien (° 16 novembre 1933).
  - Michael Krause, hockeyeur sur gazon allemand (° 24 juillet 1946).
  - Gilles Provost, comédien, metteur en scène et directeur artistique franco-canadien (° 21 janvier 1938).
  - José Ramón Ramos, basketteur espagnol (° 2 février 1943).
  - Hugo Villanueva, footballeur chilien (° 9 avril 1939).
- 2025 : 
  - John Clark, footballeur écossais (° 13 mars 1941).
  - Jane Stanton Hitchcock, romancière, dramaturge et scénariste américaine (° 24 novembre 1946).
  - Gérard Lefranc, épéiste français (° 7 mai 1935).

## Célébrations

### Internationales
Nations unies :
- journée internationale des veuves[13] ;
- journée des Nations unies pour la fonction publique[14].

### Nationales
- Estonie (Union européenne à zone euro) : fête de la victoire[15] (voir aussi 20 août).
- Canton suisse du Jura : fête de l'indépendance de la Suisse.
- Lettonie (Union européenne à zone euro) : Ligo Diena / « journée de l’herbe » précédant la fête de la Saint-Jean / Jāņi[16].
- Luxembourg (Union européenne à zone euro) : fête nationale.
- Nicaragua : fête des Pères comme en[17]
- Pologne (Union européenne), comme ci-dessus, donc.

### Saints des Églises chrétiennes

#### Saints catholiques et orthodoxes du jour
- Agrippine († vers 256 ou 257) - « Agrippine de Rome » ou « Agrippina », avec Paule, Bassa et Agathonique, martyres à Rome sous Valérien[18].
- Bilius († vers 895 ou 919) - ou « Bili », « Bily » ou « Bille » -, évêque de Vannes en Bretagne, martyr par la main de Vikings païens.
- Eustochios († entre 285 et 305) et ses enfants Gaios, Lollia (ou « Loulo »), Probe et Urbain, martyrs à Ousade sous Dioclétien et Maximien.
- Etheldrède d'Ély (vers 630 - 679), née à Exning dans le comté du Suffolk (Angleterre), fille du roi d'Est-Anglie, fondatrice d'une abbaye mixte dans l'île d'Ely.
- Felix († vers 274), prêtre, martyr à Sutri en Toscane sous l'empereur romain Aurélien.
- Hydulphe de Lobbes († 707) - ou « Hydulphe » -, comte de Hainaut (?), époux de sainte Aye, devenu moine à l'abbaye de Lobbes ; fêté le 18 avril et le 20 avril en Orient.
- Martin des Ormeaux (VIIe siècle) - ou « Martinus de Ulmis » -, évêque de Saint-Paul-Trois-Châteaux dans le Tricastin puis ermite près de Taulignan.
- Rigomer et Ténestine (VIe siècle), prêtre et laïque originaire du Maine.
- Walter (IIIe siècle), curé d'Onhaye-sur-Meuse près de Namur.

#### Saints et bienheureux catholiques du jour
- Christine de Stommelen († 1312), béguine à 13 ans, dont les reliques sont conservées à Juliers en Rhénanie.
- Joseph Cafasso († 1860), prêtre italien
- Liébert († 1076) - ou « Libert » -, évêque de Cambrai, qui construisit l'abbaye du Saint-Sépulcre qui devint la cathédrale Notre-Dame-de-Grâce de Cambrai.
- Marie d'Oignies († 1213), bienheureuse, recluse qui appartenait à une famille aisée de Nivelles en Belgique.
- Marie-Raphaëlle († 1945) née Santina Cimatti, bienheureuse religieuse italienne, sœur de la Miséricorde pour les malades.
- Pierre de Juilly († 1136), bienheureux moine d'origine anglaise, ami de saint Étienne de Cîteaux, prieur de Puellemoutier puis retiré chez les religieuses de Juilly.
- Pierre-Jacques de Pesaro († v. 1496), bienheureux religieux italien.
- Thomas Corsini († 1345), bienheureux religieux italien.
- Thomas Garnet († 1607), prêtre jésuite anglais martyr.

#### Saint orthodoxe du jour(aux dates parfois"juliennes"/ orientales)
- Germain de Kazan († 1567), archevêque[19].

### Prénoms du jour
Bonne fête aux Audrey et ses variantes : Etheldred, Etheldreda/-e, Ethel (voire aux Aldric masculins les 7 janvier ou autre).

## Traditions et superstitions

### Dictons
« Le sage dit qu'à la Sainte-Audrey, mieux vaut suer que grelotter. ».

### Astrologie
Signe du zodiaque : 2e jour du signe astrologique du cancer.